# Adıyaman
Adıyaman (tiếng Kurd: Semsûr; tiếng Armenia: Բերա) là một thành phố ở đông nam Thổ Nhĩ Kỳ, là tỉnh lỵ tỉnh Adıyaman. Đây là một trong những thành phố phát triển nhanh nhất của nước này. Dân số đã tăng từ 100.045 người (1990) lên 202.735 người năm 2010. Thành phố có một phần đáng kể dân cư người Kurd.

## Khí hậu
| Dữ liệu khí hậu của Adıyaman                 | Dữ liệu khí hậu của Adıyaman | Dữ liệu khí hậu của Adıyaman | Dữ liệu khí hậu của Adıyaman | Dữ liệu khí hậu của Adıyaman | Dữ liệu khí hậu của Adıyaman | Dữ liệu khí hậu của Adıyaman | Dữ liệu khí hậu của Adıyaman | Dữ liệu khí hậu của Adıyaman | Dữ liệu khí hậu của Adıyaman | Dữ liệu khí hậu của Adıyaman | Dữ liệu khí hậu của Adıyaman | Dữ liệu khí hậu của Adıyaman | Dữ liệu khí hậu của Adıyaman |
| Tháng                                        | 1                            | 2                            | 3                            | 4                            | 5                            | 6                            | 7                            | 8                            | 9                            | 10                           | 11                           | 12                           | Năm                          |
| -------------------------------------------- | ---------------------------- | ---------------------------- | ---------------------------- | ---------------------------- | ---------------------------- | ---------------------------- | ---------------------------- | ---------------------------- | ---------------------------- | ---------------------------- | ---------------------------- | ---------------------------- | ---------------------------- |
| Cao kỉ lục °C (°F)                           | 19.9 (67.8)                  | 23.8 (74.8)                  | 28.3 (82.9)                  | 34.5 (94.1)                  | 39.0 (102.2)                 | 41.5 (106.7)                 | 45.3 (113.5)                 | 44.5 (112.1)                 | 42.2 (108.0)                 | 36.1 (97.0)                  | 29.4 (84.9)                  | 26.5 (79.7)                  | 45.3 (113.5)                 |
| Trung bình ngày tối đa °C (°F)               | 9.2 (48.6)                   | 10.9 (51.6)                  | 15.7 (60.3)                  | 21.1 (70.0)                  | 27.4 (81.3)                  | 34.1 (93.4)                  | 38.7 (101.7)                 | 38.6 (101.5)                 | 33.6 (92.5)                  | 26.3 (79.3)                  | 17.4 (63.3)                  | 11.1 (52.0)                  | 23.7 (74.7)                  |
| Trung bình ngày °C (°F)                      | 5.0 (41.0)                   | 6.2 (43.2)                   | 10.4 (50.7)                  | 15.3 (59.5)                  | 20.9 (69.6)                  | 27.1 (80.8)                  | 31.5 (88.7)                  | 31.2 (88.2)                  | 26.2 (79.2)                  | 19.7 (67.5)                  | 11.9 (53.4)                  | 6.8 (44.2)                   | 17.7 (63.9)                  |
| Tối thiểu trung bình ngày °C (°F)            | 1.8 (35.2)                   | 2.5 (36.5)                   | 5.9 (42.6)                   | 10.0 (50.0)                  | 14.7 (58.5)                  | 20.1 (68.2)                  | 24.1 (75.4)                  | 23.9 (75.0)                  | 19.4 (66.9)                  | 14.2 (57.6)                  | 7.6 (45.7)                   | 3.6 (38.5)                   | 12.3 (54.1)                  |
| Thấp kỉ lục °C (°F)                          | −14.4 (6.1)                  | −10.0 (14.0)                 | −7.0 (19.4)                  | −2.0 (28.4)                  | 3.4 (38.1)                   | 10.6 (51.1)                  | 15.0 (59.0)                  | 15.8 (60.4)                  | 9.6 (49.3)                   | 2.2 (36.0)                   | −3.5 (25.7)                  | −8.4 (16.9)                  | −14.4 (6.1)                  |
| Lượng Giáng thủy trung bình mm (inches)      | 140.5 (5.53)                 | 107.1 (4.22)                 | 87.3 (3.44)                  | 61.7 (2.43)                  | 45.2 (1.78)                  | 9.4 (0.37)                   | 1.9 (0.07)                   | 2.5 (0.10)                   | 9.2 (0.36)                   | 48.6 (1.91)                  | 74.1 (2.92)                  | 142.0 (5.59)                 | 729.5 (28.72)                |
| Số ngày giáng thủy trung bình                | 12.63                        | 11.97                        | 11.80                        | 11.67                        | 9.27                         | 3.33                         | 1.00                         | 0.93                         | 2.03                         | 7.10                         | 8.67                         | 11.47                        | 91.9                         |
| Số giờ nắng trung bình tháng                 | 111.6                        | 124.3                        | 170.5                        | 213.0                        | 269.7                        | 324.0                        | 347.2                        | 322.4                        | 264.0                        | 204.6                        | 150.0                        | 102.3                        | 2.603,6                      |
| Số giờ nắng trung bình ngày                  | 3.6                          | 4.4                          | 5.5                          | 7.1                          | 8.7                          | 10.8                         | 11.2                         | 10.4                         | 8.8                          | 6.6                          | 5.0                          | 3.3                          | 7.1                          |
| Nguồn: Cơ quan Khí tượng Nhà nước Thổ Nhĩ Kỳ |                              |                              |                              |                              |                              |                              |                              |                              |                              |                              |                              |                              |                              |